# Funkoverload
Albums de Maceo Parker
Maceo (Soundtrack)
(1994) dial: MACEO
(2000)
Funkoverload est le 10e album de Maceo Parker, sorti en 1998.

## Titres
1. Maceo's Groove [5:24]
2. Uptown Up [4:16]
3. Sing a Simple Song [3:38]
4. Tell Me Something Good [3:40]
5. Elephant's Foot [4:19]
6. Let's Get It On [3:36]
7. Youth of the World [3:49]
8. We're on the Move [4:13]
9. Inner City Blues [4:23]
10. Going In Circles [6:53]
11. Do You Love Me [3:58]